# Medway (rzeka)
Medway – rzeka w południowo-wschodniej Wielkiej Brytanii, długość ok. 113 km. Powierzchnia dorzecza wynosi 2409 km², największa w południowej Anglii. Posiada źródła na terenie hrabstwa West Sussex w Anglii, niedaleko wioski Turners Hill na wysokości 149 m n.p.m., następnie przepływa prawie w całym swym biegu na terenie hrabstwa Kent, uchodzi do estuarium Tamizy.